# لويلا دود سميث
لويلا دود سميث (بالإنجليزية: Luella Dowd Smith)‏ (16 حزيران 1847 – 1941)، كاتبة وشاعرة أمريكية.
درّست لويلا في مدرسة لمدّة عشرة أعوام ومديرة مدرسة ثانوية لمدة ثلاثة أعوام. تضمنت أعمالها أيضاً أنشطة تتعلق بالاعتدال ومدارس الأحد والحظر والمساواة في الاقتراع. ألفت مجموعة كتب منها «أوراق على الطريق» عام 1879، «زهور الريح» عام 1887، «زهور من حقول أجنبية» عام 1895، «قيمة الكنيسة» عام 1898، وغيرها.

## النشأة والتعليم
ولدت جين لويلا دود في شيفيلد (ماساتشوستس) في 16 حزيران 1847. وهي الكبرى بين أربع أبناء لألميرون وإيميلي دود. عندما كان عمرها سنتان، انتقلت العائلة إلى فيرجينيا الغربية، حيث بقوا هناك لمدة تسع سنوات. كان والداها معلّمان، وقد تلقّت تعليمها على يديهما في المنزل ثم في المدارس التي أنشآها.
بعد العودة إلى ماساتشوستس، وعندما كانت لويلا في الحادية عشرة من عمرها، أكملت تعليمها في أكاديمية ساوث إغريمونت ثمّ درّست لاحقاً في ويستفيلد (ماساتشوستس) عام (1866)، وفي معهد تشارلز دود اللاهوتي. من هذا المعهد الأخير تخرجت عام 1868 بدرجة الشرف. 

## أعمال مختارة
- Wayside Leaves, 1879 - أوراق على الطريق
- Wind Flowers, 1887 - زهور الريح
- Flowers from Foreign Fields, 1895 - زهور من حقول أجنبية
- The Value of the Church, 1898 - قيمة الكنيسة
- Thirteen Temperance Theses and Two Trilogies, 1901 - ثلاث عشر أطروحة معتدلة وثلاثيتان
- Ways to win, 1904 - طرق للفوز
- Daily ideas and ideals, 1930 - أفكار وأفكار يومية
- Along the way; poems, 1938 - على طول الطريق، أشعار

### نِسب
- تتضمّنُ هذه المقالة نصوصًا مأخوذة من هذا المصدر، وهي في الملكية العامة: Leonard، John William؛ Marquis، Albert Nelson (1901). Who's who in America (ط. Public domain). Marquis Who's Who.
- تتضمّنُ هذه المقالة نصوصًا مأخوذة من هذا المصدر، وهي في الملكية العامة: Moulton، C. W. (1890). The Magazine of Poetry and Literary Review (ط. Public domain). C. W. Moulton. ج. 2.
- تتضمّنُ هذه المقالة نصوصًا مأخوذة من هذا المصدر، وهي في الملكية العامة: Moulton، Charles Wells (1895). The Magazine of Poetry and Literary Review (ط. Public domain). C.W. Moulton. ج. 7.
- تتضمّنُ هذه المقالة نصوصًا مأخوذة من هذا المصدر، وهي في الملكية العامة: Willard، Frances Elizabeth؛ Livermore، Mary Ashton Rice (1893). A Woman of the Century: Fourteen Hundred-seventy Biographical Sketches Accompanied by Portraits of Leading American Women in All Walks of Life (ط. Public domain). Moulton.

## وصلات خارجية
- أعمال أو نبذة عن لويلا دود سميث على أرشيف الإنترنت